# WMUC-FM
WMUC-FM，是一家由马里兰大学创办的非营利性的广播电台，发射功率为10瓦，主要对华盛顿特区及马里兰州的银泉播音。该电台播出各种类型的节目，包括新闻、音乐、演说、辩论等，主持人通常由马里兰大学的学生担任。